# رام امانوئل

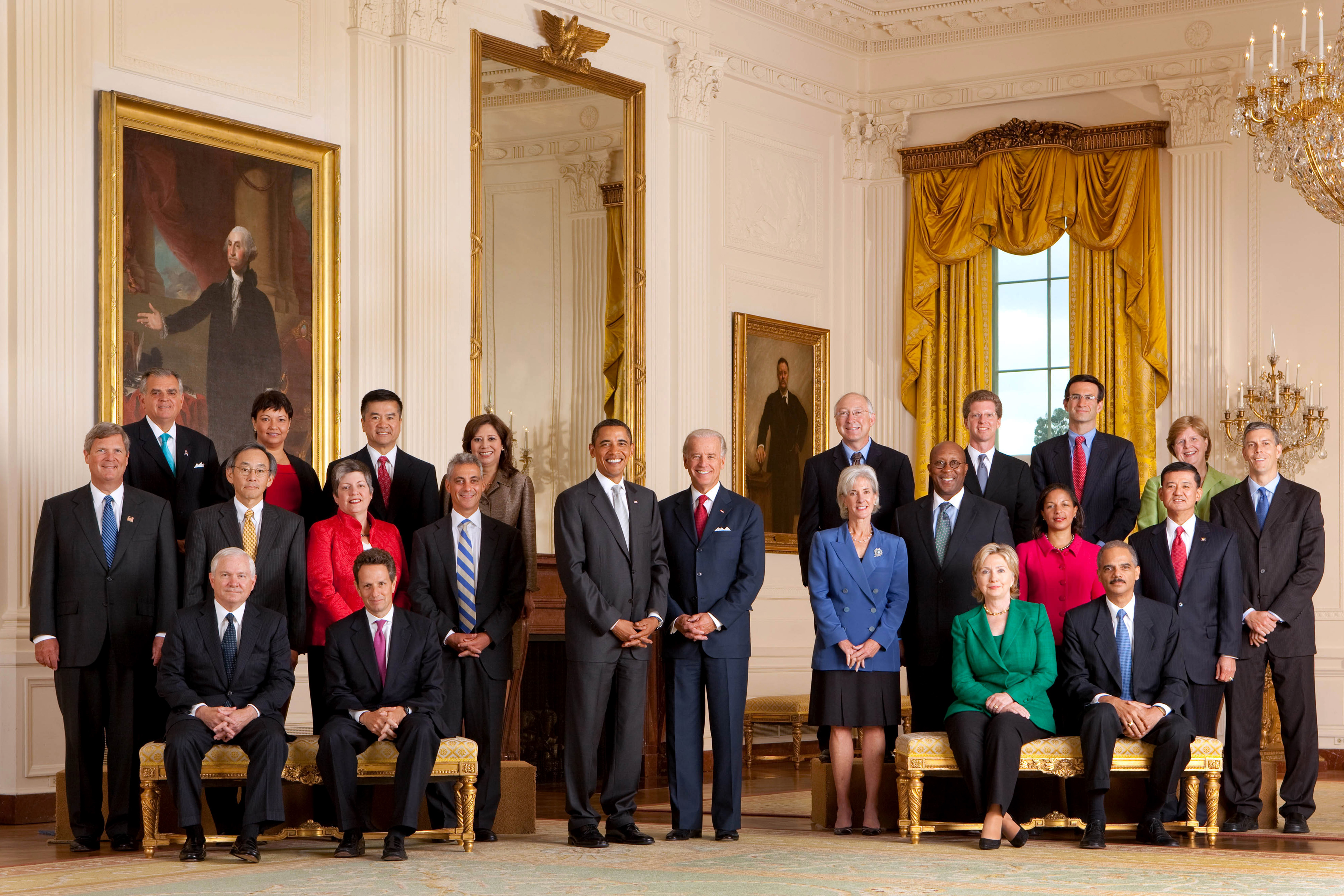
کابینه اول باراک اوباما، رئیس‌جمهوری آمریکا، در اتاق شرقی سال ۲۰۰۹ ردیف اول ایستاده از چپ به راست: ری لحود، لیسا جکسون، گری لاک، هیلدا سولیس، باراک اوباما، جو بایدن، کن سالازار، شان داناون، پیتر اورزاگ، کریستینا رومر، آرنی دانکن ردیف دوم ایستاده: تام ویلساک، استیون چو، جنت ناپالیتانو، رام امانوئل، کاتلین سیبیلیوس، ران کرک، سوزان رایس، اریک شینسکی ردیف سوم نشسته: رابرت گیتس، تیموتی گایتنر، هیلاری کلینتون، اریک هولدر

رام اسرائیل امانوئل (به انگلیسی: Rahm Israel Emanuel) (زاده ۲۹ نوامبر ۱۹۵۹) سیاست‌مدار یهودی‌الاصل آمریکایی عضو حزب دموکرات ایالات متحده آمریکا است. او از سال ۲۰۱۱ شهردار شیکاگو، ایلینوی است. وی از سال ۲۰۰۳ میلادی، عضو مجلس نمایندگان ایالات متحده آمریکا از ایالت ایلینوی بود.
در تاریخ ۶ نوامبر ۲۰۰۸ میلادی، رام امانوئل پست ریاست کارکنان کاخ سفید را، که از سوی باراک اوباما به وی پیشنهاد شده بود، پذیرفت. وی در اکتبر ۲۰۱۰ میلادی، از مقام خود استعفاء کرد و جای خود را به پیت راوز داد.
از رام امانوئل در مجلس نمایندگان آمریکا به عنوان سیاست‌مداری صریح‌اللحن یاد می‌شد.
وی دارای مدرک کارشناسی ارشد در رشته ارتباطات از دانشگاه نورت‌وسترن است.
رام امانوئل قبل از عضویت در مجلس نمایندگان ایالات متحده آمریکا و در دوران ریاست‌جمهوری بیل کلینتون، دستیار وی در زمینه صلح خاورمیانه و از دست‌اندرکاران پیمان کمپ دیوید بود.

## زندگی‌نامه
رام امانوئل در شهر شیکاگو در یک خانواده یهودی به دنیا آمد. پدر او بنجامین امانوئل در اورشلیم متولد شده بود، متخصص کودکان و عضو گروه تروریستی ایرگون بود که علیه نیروهای انگلیسی در زمان کنترل انگلیسیها بر فلسطین فعالیت می‌کرد. گروه ایرگون در بمبگذاری هتل کینگ دیوید و تخلیه نژادی روستاهای فلسطینی نقش داشت.
مادر او مارشا شوارتز دختر یکی از رئیسهای اتحادیه صنف در شیکاگو بود. مادر او در جنبش حقوق مدنی فعال بود و در زمان کوتاهی نیز صاحب یک کلوپ موسیقی راک اند رول بود. برادر او ازکیل امانوئل پزشک متخصص است که در انستیتو ملی سلامت کار می‌کند و برادر دیگرش آری امانوئل در هالیوود مشغول به کار است. او یک خواهر به فرزند خواندگی گرفته شده به نام شوشانا دارد. پدربزرگ امانوئل از یهودیان رومانی از شهر مولدووا بود. نام کوجک امانوئل، رام (רם)، به معنی بالا در عبری است. نام خانوادگی امانوئل (עמנואל) توسط خانواده آن‌ها پس از کشته شدن برادر پدر امانوئل در جنگ سال ۱۹۴۸ اعراب و اسرائیل انتخاب شد که به معنی خدا با ما است می‌باشد.
امانوئل در شیکاگو در مدارس دولتی درس خواند. او و برادرش به کمپهای تابستانی در اسرائیل می‌رفتند، که نمونه‌ای از آن بعد از جنگ شش روزه اعراب و اسرائیل بود.
امانوئل به تشویق مادرش قصد داشت که رقاص باله شود؛ ولیکن به کالج سارا لارنس رفت و رقص را به عنوان سرگرمی دنبال کرد. او کارشناسی ارشد خود را در ارتباطات از دانشگاه نورس وسترن گرفت.
در زمان جنگ خلیج فارس در سال ۱۹۹۱، امانوئل یک داوطلب غیرنظامی برای ارتش اسرائیل بود. او به تعمیر ماشینهای ارتش اسرائیل مشغول بود.
همسر او، امی رول، قبل از ازدواج آن‌ها به دین یهودیت گروید. آن‌ها به صورت مرتب به کنیسای آنشه شلوم بنای اسرائیل در شیکاگو می‌روند. ربی آشر لوپاتین که مسئول کنیسای آنشه شلوم بنای اسرائیل است گفته‌است که خانواده امانوئل یک خانواده فعال یهودی است. امانوئل در مورد یهودیت خود گفته‌است: «من به پیشینه خود افتخار می‌کنم و چیزهای که آموخته‌ام را بزرگ می‌دارم.» امانوئل با مشاور دیگر اوباما به نام دیوید اکسلراد بسیار روابط صمیمی دارد. اکسلراد در مراسم ازدواج امانوئل کتیبه ازدواج یهودی او (کتوبا) را امضاء کرد.
امانوئل در زمانی که در رستوران آربی کار می‌کرد انگشت میانی دست راست خود را به سختی برید و نتیجه آن قطع بند آخر انگشت میانی دست راست او گردید. هرچند که بعضی از اعراب اعتقاد دارند که او این انگشت را در زمانی که در ارتش اسرائیل خدمت می‌کرد از دست داده‌است.

## فعالیت سیاسی
امانوئل فعالیت سیاسی خود را با عضویت در گروه‌های احقاق حقوق مصرف‌کننده آغاز کرد. او به جمع‌آوری پول برای این گروه‌ها مشغول شد.
در زمان انتخابات ۱۹۸۴ امانوئل برای سناتور دمکرات پل سیمون کار می‌کرد. او همچنین در برنامه‌های حزب دموکرات برای کنگره بسیار فعال بود.
در زمانی که بیل کلینتون برای انتخابات رئیس‌جمهوری نامزد گردید امانوئل مسئول بخش مالی ستاد انتخاباتی او شد. امانوئل فعالیت‌های مالی کلینتون را مدیریت می‌کرد و او را به جذب سرمایه در نیوهمپشایر تشویق کرد. این کار اثر زیادی در به دست آوردن رای از نیوهمپشایر داشت.
بعد از انتخابات امانوئل مشاور ارشد کلینتون در کاخ سفید بین سالهای ۱۹۹۳ تا ۱۹۹۸ شد. امانوئل در ابتدا مسئول برنامه‌های استراتژیک رئیس‌جمهور بود. او یکی از تدوین کنندگان برنامه بیمه پزشکی بود که به نتیجه نرسید.
امانوئل به عصبی بودن شهرت دارد. این عصبی بودن باعث لقب رمبو برای او شده‌است. در شب بعد از انتخابات ۱۹۹۶ امانوئل به قدری از دست دشمنان کلینتون عصبانی و بد که در زمان ضیافت شام با کارد استیک خوری بر روی نام آن‌ها می‌کوبید و لغت مرده را برای هر یک به زبان می‌آورد. قبل از اینکه تونی بلر سخنرانی خود را به طرفداری از کلینتون در زمان بحران عدم اعتماد به او بیان کند گفته می‌شود که امانوئل بر سر او داد کشید و گفت: «این را خراب نکن» در زمانی که کلینتون در آنجا حاضر بود.
در زمان مذاکرات اسلو بین یاسر عرفات و اسحاق رابین نخست‌وزیر اسرائیل امانوئل نقش کلیدی داشت. او حتی جزئیات بسیار ظریفی نظیر زاویه دوربین در زمان دست دادن عرفات و رابین را نیز تدوین کرده بود.

## در عرصه مالی
در زمان دوران کلینتون در سال ۱۹۹۸ امانوئل از سمت خود استعفاء داد و در شرکت بانکداری وسرستاین پرلا مشغول به کار شد. با اینکه او دارای مدرک اقتصاد نبود و هیچ سابقه بانکی نداشت به سمت مدیر دفتر شیکاگو این بانک منصوب شد. بر اساس گزارش‌ها او در زمان ۲ سال و نیم فعالیت بانکی خود ۱۶٫۲ میلیون دلار دریافت کرده‌است.
سپس امانوئل به شورای مرکزی برنامه وام فدرال (فردی مک) منصوب شد. او حداقل ۳۲۰۰۰۰ دلار حقوق از اینکار دریافت کرد.
در زمان کار او در فردی مک گزارش‌های زیادی از تخلفات مالی و عدم تطابق دفاتر ایجاد شد. دولت اوباما درخواست برای بازگشایی این دفاتر و چک کردن این حساب‌ها را رد کرده‌است. امانوئل در سال ۲۰۰۱ از این سمت کناره گرفت و برای کنگره نامزد شد.

## در کنگره
بعد از کار کردن در بانک، امانوئل به فعالیت برای به دست آوردن صندلی بخش ۵ شیکاگو در کنگره پرداخت. این صندلی قبلاً به راد بلاگویویچ تعلق داشت که به عنوان فرماندار ایلینوی منصوب شده بود. در زمان انتخابات رقیبان او، داشتن تبعیت خارجی او و کار کردن در ارتش اسرائیل را زیر سؤال بردند. امانوئل در انتخابات برنده شد و ۷۰ درصد آرا را به دست آورد. مهم‌ترین دلیل پیروزی او حمایت کردن موسسات بانکی از وی بود.

## در کاخ سفید
بعد از انتخاب اوباما به ریاست جمهوری امانوئل به سمت مسئول کارکنان برگزیده شد. جمهوریخواهان با انتخاب امانوئل مخالف بود زیرا او را یک دموکرات دو آتشه می‌دانستند.
ایرا فورمن، رئیس «شورای دموکراتیک ملی یهودیان» در مورد او گفت که انتخاب او نشان می‌دهد که اوباما در مورد مسائل خاورمیانه به حرف افراد نادرست گوش نمی‌دهد. فلسطینیان از انتخاب امانوئل بسیار نسبت به اوباما مأیوس گشتند. امانوئل گفته بود که اوباما نیازی به او ندارد تا بفهمد مسیر درست در روابط با اسرائیل چیست.
در مقاله‌ای در مجله نیویورک تایمز در سال ۲۰۱۰ نوشته شد که امانوئل تأثیرگذارترین فرد در کابینه اوباما است.

## شهردار شیکاگو
در سپتامبر سال ۲۰۱۰ امانوئل از سمت خود در کاخ سفید کناره گرفت تا برای شهرداری شهر شیکاگو، ایلینوی نامزد شود. امانوئل در سال ۲۰۱۱ به عنوان شهردار شهر شیکاگو سوگند یاد کرد. او اولین شهردار یهودی این شهر است.
در ۷ آوریل ۲۰۱۵، رام امانوئل مجدداً به عنوان شهردار شیکاگو انتخاب شد.

## در مورد ایران
امانوئل یکی از اعضای شورای روابط عمومی آمریکا اسرائیل (AIPAC) است. امانوئل گفته‌است که برنامه‌های اصلی دولت اوباما در منطقه خاورمیانه ایزوله کردن ایران، خارج شدن از عراق و ایجاد صلح بین فلسطینیان و اسرائیل است.